# Buserelinacetat

Strukturformel

Buserelinacetat är det vanligaste medlet i den grupp läkemedel som på engelska kallas Gonadotropin releasing hormone analogue, GnRH-analoger. I Sverige säljs buserelinacetet under handelsnamnet Receptal (veterinärmedicinskt) respektive Suprefact (medicinskt). Medlen är syntetiska peptidpreparat utformade med hormonet GnRH, som utsöndras från hypotalamus, som modell. Dess främsta användningsområde hos människor är som behandling vid prostatacancer, då medlet minskar testosteronhalten hos män.